# Gentaguetehronnon
Gentaguetehronnon (Kentaientonga, Gentaguehronon, Gentaguetehronnon, Gentaienton), jedno od tri sačuvana plemenska naziva koji su pripadali konfederaciji Erie Indijanaca. Živjeli su u Ohaju, južno od jezera Erie, a imali su najmanje 19 sela, toliko ih se spominje da su uništili Irokezi 1650. godine.
Ime sela "Kentaienton" irokeški je termin u značenju "many fields," ili  "many prairies." Hodge kaže, Gentaienton je glavno naselje Erie Indijanaca.